# (966) Muschi
(966) Muschi és un asteroide del cinturó principal descobert per l'astrònom Walter Baade en 1921 des de l'Observatori d'Hamburg-Bergedorf, a Bergedorf, Alemanya.
Deu el nom a l'esposa del descobridor.
S'estima que té un diàmetre de 23,43 ± 1,1 km. La seva distància mínima d'intersecció de l'òrbita terrestre és d'1,34464 ua.
Les observacions fotomètriques recollides d'aquest asteroide mostren un període de rotació de 5,35 hores, amb una variació de lluentor de 9,91 de magnitud absoluta.